# Dream Wife
Dream Wife is een film uit 1953 onder regie van Sidney Sheldon. De film werd genomineerd voor een Academy Award voor Beste Kostuumontwerp.

## Verhaal
Zakenman Clemson en diplomate Effie zijn een modern stel. Clemson kan het niet hebben dat Effie haar baan op de eerste plaats zet en verlaat haar voor de ouderwetse prinses Tarji. Omdat haar vader koning is, zal er een diplomaat bij gehaald moeten worden voor de bruiloft. Dit blijkt niemand minder dan Effie te zijn.

## Rolverdeling
| Acteur           | Personage      |
| ---------------- | -------------- |
| Cary Grant       | Clemson Reade  |
| Deborah Kerr     | Effie          |
| Walter Pidgeon   | Walter McBride |
| Betta St. John   | Tarji          |
| Richard Anderson | Henry Malvin   |